# سفتی نیکوله
شهر سفتی نیکوله (به مقدونی: Свети Николе) با جمعیت  ۱۸٫۴۹۷   نفر  در استان  شرق کشور مقدونیه شمالی واقع شده‌است.